# Suncus remyi
Suncus remyi es una especie de musaraña de la familia Soricidae.

## Distribución geográfica
Se encuentra en Camerún, República Centroafricana, República del Congo y Gabón.

## Hábitat
Su hábitat natural son: zonas tropicales o subtropicales, de bosques húmedos de tierras de baja altitud.

## Estado de conservación
Se encuentra amenazada por la pérdida de su hábitat natural.